# Marrone foca
Marrone foca è un marrone molto profondo e scuro, che ricorda il colore del manto delle foche.